# 高雄市立成功特殊教育學校
高雄市立成功特殊教育學校是一所位於中華民國高雄市前鎮區、成立於1995年8月1日的市立特殊學校，成立時名為「高雄市立成功啟智學校」，後於2018年改為現名。該校設有國民小學、國民中學、技術型高級中學等部。

## 外部連結
- 高雄市立成功特殊教育學校